# Биц (коммуна)
Биц (нем. Bitz) — община в Германии, в земле Баден-Вюртемберг.
Подчиняется административному округу Тюбинген. Входит в состав района Цоллернальб. Население составляет 3721 человек (на 31 декабря 2010 года). Занимает площадь 8,82 км².